# 桃雪琴梨
桃雪 琴梨（ももゆき ことり、6月30日）は、日本の漫画家、イラストレーター。大阪府出身。JAPAN MENSA会員。
2003年、第36回なかよし新人まんが賞で準入選し、同年の『なかよしラブリー』（講談社）夏の号に掲載された「キューピッド愛矢」でデビュー。
少女漫画誌、少年漫画誌、ゲーム誌などで執筆。ニンテンドーDS向けゲームソフト『お姫さまデビュー』のイメージイラストも手がけている。また、東日本大震災チャリティ同人誌「pray for Japan」にも執筆している。

## 作品リスト

### 漫画
- ラブラボ（講談社、なかよし）
  - ISBN 4-06-364077-9
  - 短編集。以下の5作を収録。
    - ラブラボ
    - メリーキッス
    - パーフェクト・ドール
    - とぅいんくる☆トゥインクル
    - キューピッド愛矢（デビュー作）
- 王子様のつくりかた（なかよし）
  - 第1巻 ISBN 4-06-364098-1
  - 第2巻 ISBN 4-06-364111-2
- ピンク💕イノセント（なかよし）
  - 第1巻 ISBN 4-06-364137-6
  - 第2巻 ISBN 4-06-364151-1
  - 第3巻 ISBN 4-06-364170-8
- 萌えキュン!（なかよし）
  - ISBN 4-06-364206-2
- 金色ハーヴェスト（講談社、なかよしラブリー秋号）
- リカちゃんDS　おんなのこレッスン（アスキー・メディアワークス、キャラぱふぇVol.5 - 7）
- みんなショパンに片想い!?（アスキー・メディアワークス、電撃「マ）王2008年11月号）
- わがままファッション ガールズモード 〜カリスマ店長 メイ〜（キャラぱふぇ）
- ミリオンガール（なかよし）
  - 第1巻 ISBN 978-4-06-364247-6
  - 第2巻 ISBN 978-4-06-364260-5
  - 第3巻 ISBN 978-4063642780
- つくものがたり（アスキー・メディアワークス、電撃マオウ2010年12月号)
- 僕のショパン（バンダイビジュアル、YOMBAN）
  - 第1巻 ISBN 978-4048992077
  - 第2巻 ISBN 978-4048992442

### イラスト
- デジ絵を簡単マスター Photoshop スーパーテクニック（ソーテック社）
- 三姉妹探偵団（作：赤川次郎、講談社）
- オペラの館がお待ちかね（作：室田尚子、清流出版）
- センター試験の点数が面白いほどとれる本（中経出版、KADOKAWA）
- わがままファッション GIRLS MODE よくばり宣言!（作：高瀬美恵、KADOKAWA）
  - 第1巻 ISBN 978-4046313102
  - 第2巻 ISBN 978-4046313669
  - 第3巻 ISBN 978-4046314178
- クマ・トモ（作：中村誠、KADOKAWA）
- ネコ・トモ（作：中村誠、KADOKAWA）
- お姫さまデビュー（ケイブ） - ニンテンドーDS用ソフト

## アシスタント
- 青月まどか[1]